# Glover Teixeira
Glover Teixeira, né le 28 octobre 1979 à Sobrália dans l'État du Minas Gerais au Brésil, est un pratiquant brésilien d'arts martiaux mixtes (MMA).
Depuis 2012, il combat dans la division des poids mi-lourds de l'Ultimate Fighting Championship (UFC). Après un parcours de cinq victoires sans défaite au sein de l'organisation, il obtient une occasion de s'emparer du titre face au dominant champion Jon Jones en avril 2014. Il ne réussit cependant pas encore à franchir cette étape. Ce n'est ensuite pas avant octobre 2021 que cette chance se présente à nouveau. Il remporte cette fois-ci la ceinture face à Jan Błachowicz devenant ainsi le deuxième plus vieux champion de l'organisation de l'histoire, derrière Randy Couture. En juin 2022, pour sa première défense de titre, Teixeira s'incline face à Jiří Procházka.

## Parcours en arts martiaux mixtes

### Débuts
Glover Teixeira commence sa carrière professionnelle dans les arts martiaux mixtes en 2002 au sein de la promotion américaine du World Extreme Cagefighting. Son premier combat se signe par une défaite face à Eric Schwartz par TKO dans le second round.

### Ultimate Fighting Championship

#### Débuts sans défaite
Après 10 ans de carrière et une fiche de 17 victoires pour 2 défaite, il signe un contrat avec l'Ultimate Fighting Championship. Il est alors sur une série de 15 victoires consécutives qu'il a réalisé dans plusieurs fédérations américaine et brésilienne. Pour son premier combat au sein de cette organisation, il affronte l'expérimenté Kyle Kingsbury lors de l'UFC 146 le 26 mai 2012 à Las Vegas.
Il remporte le combat par soumission avec un étranglement bras-tête après avoir largement malmené son adversaire qui ressortira du combat avec un œil tuméfié.
Par la suite, il devait affronter Quinton Jackson lors de l'UFC 153, le 13 octobre 2012, pour ce qui devait être le dernier combat de ce dernier dans l'organisation.
Cependant, à un mois de ce match, Jackson se blesse à l'entrainement
et se voit alors rapidement remplacé par Fabio Maldonado.
Ce second combat principal de l'événement brésilien est quasiment à sens unique et les médecins préfèrent arrêter l'opposition à la fin du second round, déclarant ainsi Teixeira vainqueur par TKO.
Sa confrontation face à Quinton Jackson semble toujours d'actualité quand les deux manifestent leur envie de se rencontrer dans l'Octogone.
Celle-ci est alors programmée pour l'UFC on Fox 6 se déroulant à Chicago, le 26 janvier 2013.
Glover Teixeira remporte la victoire de ce second combat principal de l'événement par décision unanime, réussissant notamment à amener son adversaire au sol à plusieurs reprises.
Un combat entre Teixeira et Ryan Bader était ensuite prévu pour l'UFC 160, le 25 mai 2013.
Cependant, Bader se blesse à un peu plus de deux mois de l'échéance et l'UFC le remplace par James Te Huna.
Glover Teixeira s'impose dans ce match par étranglement en guillotine au premier round et remporte par la même occasion le bonus de la soumission de la soirée.
Sa confrontation face à Ryan Bader est repoussée en combat principal de l'UFC Fight Night 28 se déroulant le 4 septembre 2013 au Brésil.
Ce combat peut lui permettre d'obtenir un prochain match pour le titre des poids mi-lourds à condition qu'il remporte la victoire avec la manière,
ce qu'il fait en mettant l'Américain TKO sur coups de poing dès le premier round. Il empoche cette fois-ci le bonus du KO de la soirée.

#### Première chance de titre
Lors de la conférence de presse suivant la soirée, le président de l'UFC, Dana White, affirme que Glover Teixeira a gagné sa place de prochain prétendant pour le titre.
Le match est alors prévu pour l'UFC 169, mais vite repoussé à l'UFC 170, puis à l'UFC 171 après le forfait de Jones,
et finalement à l'UFC 172.
Le combat a donc lieu le 26 avril 2014, à Baltimore où Teixeira est donné nettement perdant par les bookmakers.
Bien qu'il donne finalement plus de fil à retordre au champion que prévu, il s'incline par décision unanime (50-45, 50-45, 50-45). 
Ce combat marque la fin d'une invincibilité de neuf ans et vingt combats.

#### Champion des poids mi-lourds de l'UFC
Il remporte le titre de champion du monde dans la catégorie lourd-léger lors de l'UFC 267 lors d'un combat contre Jan Błachowicz, en s'imposant au deuxième round avec une soumission par étranglement arrière. Teixera devient le deuxième plus vieux champion de l'histoire de l'UFC à l'âge de 42 ans.

## Palmarès en arts martiaux mixtes
| 42 combats     | 33 victoires | 9 défaites |
| Par KO         | 18           | 3          |
| Par soumission | 10           | 1          |
| Sur décision   | 5            | 5          |

| Résultat | Record | Adversaire                | Méthode                                 | Événement                                   | Date              | Round | Temps | Lieu                                    | Notes                                                                                     |
| -------- | ------ | ------------------------- | --------------------------------------- | ------------------------------------------- | ----------------- | ----- | ----- | --------------------------------------- | ----------------------------------------------------------------------------------------- |
| Défaite  | 33-9   | Jamahal Hill              | Décision unanime                        | UFC 283                                     | 21 janvier 2023   | 5     | 5:00  | Rio de Janeiro, Brésil                  | Pour le titre des poids mi-lourds de l'UFC. Combat de la soirée.                          |
| Défaite  | 33–8   | Jiří Procházka            | Soumission (bulldog choke)              | UFC 275: Teixeira vs. Procházka             | 11 juin 2022      | 5     | 4:32  | Kallang, Singapour                      | Perds le titre des poids mi-lourds de l'UFC. Combat de la soirée. Combat de l’année 2022. |
| Victoire | 33–7   | Jan Błachowicz            | Soumission (étranglement arrière)       | UFC 267: Błachowicz vs. Teixeira            | 30 octobre 2021   | 2     | 3:02  | Abou Dabi, Émirats arabes unis          | Remporte le titre des poids mi-lourds de l'UFC. Performance de la soirée.                 |
| Victoire | 32–7   | Thiago Santos             | Soumission (étranglement arrière)       | UFC on ESPN: Santos vs. Teixeira            | 7 novembre 2020   | 3     | 1:49  | Las Vegas, Nevada, États-Unis           |                                                                                           |
| Victoire | 31–7   | Anthony Smith             | TKO (coups de poing)                    | UFC Fight Night: Smith vs. Teixeira         | 13 mai 2020       | 5     | 1:04  | Jacksonville, Floride, États-Unis       | Performance de la soirée.                                                                 |
| Victoire | 30–7   | Nikita Krylov             | Décision partagée                       | UFC Fight Night: Cowboy vs. Gaethje         | 14 septembre 2019 | 3     | 5:00  | Vancouver, Colombie-Britannique, Canada |                                                                                           |
| Victoire | 29–7   | Ion Cuțelaba              | Soumission (étranglement arrière)       | UFC Fight Night: Jacaré vs. Hermansson      | 27 avril 2019     | 2     | 3:37  | Sunrise, Floride, États-Unis            | Performance de la soirée.                                                                 |
| Victoire | 28–7   | Karl Roberson             | Soumission (étranglement bras-tête)     | UFC Fight Night: Cejudo vs. Dillashaw       | 19 janvier 2019   | 1     | 3:21  | Brooklyn, New York, États-Unis          |                                                                                           |
| Défaite  | 27–7   | Corey Anderson            | Décision unanime                        | UFC Fight Night: Shogun vs. Smith           | 22 juillet 2018   | 3     | 5:00  | Hambourg, Allemagne                     |                                                                                           |
| Victoire | 27–6   | Misha Cirkunov            | TKO (coups de poing)                    | UFC on Fox: Lawler vs. dos Anjos            | 16 décembre 2017  | 1     | 2:45  | Winnipeg, Manitoba, Canada              |                                                                                           |
| Défaite  | 26–6   | Alexander Gustafsson      | KO (coups de poing)                     | UFC Fight Night: Gustafsson vs. Teixeira    | 28 mai 2017       | 5     | 1:07  | Stockholm, Suède                        | Combat de la soirée.                                                                      |
| Victoire | 26-5   | Jared Cannonier           | Décision unanime                        | UFC 208: Holm vs. de Randamie               | 11 février 2017   | 3     | 5:00  | Brooklyn, New York, États-Unis          |                                                                                           |
| Défaite  | 25-5   | Anthony Johnson           | KO (coup de poing)                      | UFC 202: Diaz vs. McGregor II               | 20 août 2016      | 1     | 0:13  | Las Vegas, Nevada, États-Unis           |                                                                                           |
| Victoire | 25-4   | Rashad Evans              | KO (coups de poing)                     | UFC on Fox: Teixeira vs. Evans              | 16 avril 2016     | 1     | 1:48  | Tampa, Floride, États-Unis              | Performance de la soirée.                                                                 |
| Victoire | 24-4   | Patrick Cummins           | TKO (coups de poing)                    | UFC Fight Night: Belfort vs. Henderson 3    | 7 novembre 2015   | 2     | 1:12  | São Paulo, Brésil                       |                                                                                           |
| Victoire | 23-4   | Ovince Saint Preux        | Soumission (étranglement arrière)       | UFC Fight Night: Teixeira vs. Saint Preux   | 8 août 2015       | 3     | 3:10  | Nashville, Tennessee, États-Unis        | Combat de la soirée.                                                                      |
| Défaite  | 22-4   | Phil Davis                | Déicision unanime                       | UFC 179: Aldo vs. Mendes II                 | 25 octobre 2014   | 3     | 5:00  | Rio de Janeiro, Brésil                  |                                                                                           |
| Défaite  | 22-3   | Jon Jones                 | Décision unanime                        | UFC 172: Jones vs. Teixeira                 | 26 avril 2014     | 5     | 5:00  | Baltimore, Maryland, États-Unis         | Pour le titre des poids mi-lourds de l'UFC.                                               |
| Victoire | 22-2   | Ryan Bader                | TKO (coups de poing)                    | UFC Fight Night: Teixeira vs. Bader         | 4 septembre 2013  | 1     | 2:55  | Belo Horizonte, Brésil                  | KO de la soirée.                                                                          |
| Victoire | 21-2   | James Te Huna             | Soumission (étranglement en guillotine) | UFC 160: Velasquez vs. Silva II             | 25 mai 2013       | 1     | 2:38  | Las Vegas, Nevada, États-Unis           | Soumission de la soirée.                                                                  |
| Victoire | 20-2   | Quinton Jackson           | Décision unanime                        | UFC on Fox: Johnson vs. Dodson              | 26 janvier 2013   | 3     | 5:00  | Chicago, Illinois, États-Unis           |                                                                                           |
| Victoire | 19-2   | Fábio Maldonado           | TKO (arrêt du médecin)                  | UFC 153: Silva vs. Bonnar                   | 13 octobre 2012   | 2     | 5:00  | Rio de Janeiro, Brésil                  |                                                                                           |
| Victoire | 18-2   | Kyle Kingsbury            | Soumission (étranglement bras-tête)     | UFC 146: Dos Santos vs. Mir                 | 26 mai 2012       | 1     | 1:53  | Las Vegas, Nevada, États-Unis           |                                                                                           |
| Victoire | 17-2   | Ricco Rodriguez           | Soumission (coups de poing)             | MMA Against Dengue                          | 27 novembre 2011  | 1     | 1:58  | Rio de Janeiro, Brésil                  |                                                                                           |
| Victoire | 16-2   | Marvin Eastman            | KO (coup de poing)                      | Shooto Brasil : Fight for BOPE              | 25 août 2011      | 1     | 4:00  | Rio de Janeiro, Brésil                  |                                                                                           |
| Victoire | 15-2   | Antonio Mendes            | Soumission (étranglement arrière)       | Shooto Brazil 24                            | 5 août 2011       | 1     | 4:06  | Brasília, Brésil                        | Remporte le Shooto South America 220-pound Championship[À traduire].                      |
| Victoire | 14-2   | Márcio Cruz               | TKO (coups de poing)                    | Fight Club 1 : Brazilian Stars              | 20 juillet 2011   | 2     | 4:21  | Rio de Janeiro, Brésil                  |                                                                                           |
| Victoire | 13-2   | Simão Melo                | KO (coups de poing)                     | Shooto Brazil 23                            | 4 juin 2011       | 1     | 1:49  | Rio de Janeiro, Brésil                  |                                                                                           |
| Victoire | 12-2   | Daniel Tabera             | Décision unanime                        | Bitetti Combat 8 : 100 Years of Corinthians | 4 décembre 2010   | 3     | 5:00  | São Paulo, Brésil                       |                                                                                           |
| Victoire | 11-2   | Marko Peselj              | TKO (coups de poing)                    | Impact FC 2                                 | 18 juillet 2010   | 1     | 3:01  | Sydney, Australie                       |                                                                                           |
| Victoire | 10-2   | Tiago Tosato              | TKO (coups de poing)                    | Bitetti Combat MMA 7                        | 28 mai 2010       | 1     | 1:27  | Rio de Janeiro, Brésil                  |                                                                                           |
| Victoire | 9-2    | Joaquim Ferreira          | TKO (arrêt du coin)                     | Bitetti Combat MMA 6                        | 25 février 2010   | 2     | 1:30  | Brasília, Brésil                        |                                                                                           |
| Victoire | 8-2    | Leonardo Lucio Nascimento | Soumission (étranglement en guillotine) | Bitetti Combat MMA 4                        | 12 septembre 2009 | 1     | 3:11  | Rio de Janeiro, Brésil                  |                                                                                           |
| Victoire | 7-2    | Buckley Acosta            | TKO (coups de poing)                    | Palace Fighting Championships 7             | 20 février 2008   | 1     | 1:00  | Lemoore, Californie, États-Unis         |                                                                                           |
| Victoire | 6-2    | Jorge Oliveira            | TKO (coups de poing)                    | PFC 6: No Retreat, No Surrender             | 17 janvier 2008   | 1     | 0:05  | Lemoore, Californie, États-Unis         |                                                                                           |
| Victoire | 5-2    | Rameau Thierry Sokoudjou  | KO (coups de poing)                     | WEC 24                                      | 12 octobre 2006   | 1     | 1:41  | Lemoore, Californie, États-Unis         |                                                                                           |
| Victoire | 4-2    | Jack Morrison             | Soumission (étranglement arrière)       | WEC 22                                      | 28 juillet 2006   | 1     | :27   | Lemoore, Californie, États-Unis         |                                                                                           |
| Victoire | 3-2    | Carlton Jones             | TKO (coups de poing)                    | WEC 20                                      | 2 mai 2006        | 1     | 1:57  | Lemoore, Californie, États-Unis         |                                                                                           |
| Défaite  | 2-2    | Ed Herman                 | Décision unanime                        | SF 9: Respect                               | 26 mars 2005      | 3     | 5:00  | Gresham, Oregon, États-Unis             |                                                                                           |
| Victoire | 2-1    | Justin Ellison            | TKO (coups de poing)                    | SF 5: Stadium                               | 28 août 2004      | 1     | NC    | Gresham, Oregon, États-Unis             |                                                                                           |
| Victoire | 1-1    | Matt Horwich              | Décision unanime                        | SF 3: Dome                                  | 17 avril 2004     | 3     | 5:00  | Gresham, Oregon, États-Unis             |                                                                                           |
| Défaite  | 0-1    | Eric Swartz               | TKO (coups de poing et coups de coude)  | WEC 3                                       | 7 juin 2002       | 2     | 3:33  | Lemoore, Californie, États-Unis         |                                                                                           |